# Philippe de Champaigne

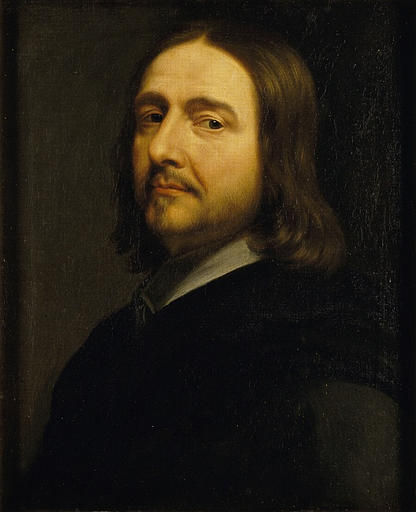
Philippe de Champaigne (Selbstporträt)

Philippe de Champaigne (* 26. Mai 1602 in Brüssel; † 12. August 1674 in Paris) war ein im Herzogtum Brabant geborener Maler des französischen Barocks.

## Leben

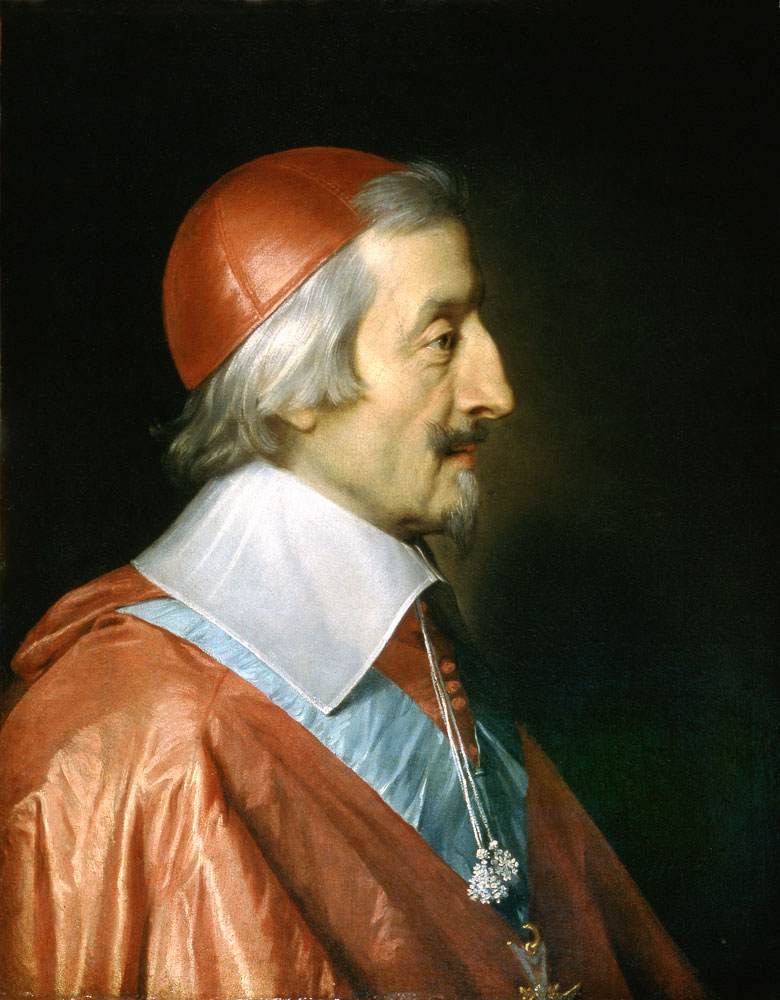
Kardinal Richelieu (1642)

Der Künstler stammte aus einer armen Brüsseler Familie und war zuerst Schüler des Landschaftsmalers Jacques Fouquières. Champaigne kam 1621 nach Paris, wo er zusammen mit Nicolas Poussin im Palais du Luxembourg bei Nicolas Duchesne tätig war, dessen Tochter er heiratete. Durch dessen Eifersucht vertrieben, begab er sich 1627 wieder nach Brüssel, wurde aber sogleich von der Königinmutter Maria von Medici zurückgerufen, um an der Ausschmückung des Palais de Luxembourg mitzuarbeiten. Sie ernannte ihn an Stelle des eben verstorbenen Duchesne zu ihrem ersten Hofmaler. Auch für Kardinal Richelieu wurde er tätig (Porträts, Dekoration des Kardinalspalastes, Kuppel der Kirche der Sorbonne u. a.).

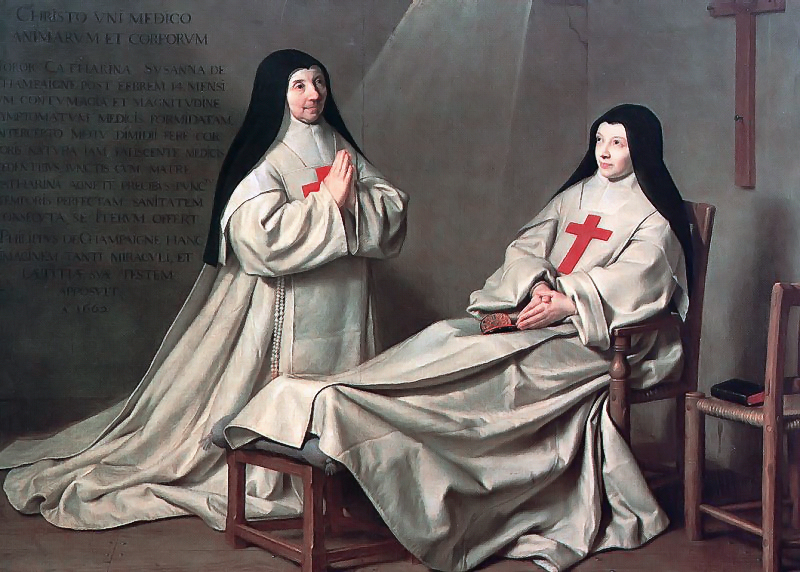
Ex voto (1662)

Champaigne wurde 1648 Gründungsmitglied der Académie royale de peinture et de sculpture, dann Professor und endlich Rektor derselben. Als Charles Lebrun Champaignes Ruhm verdunkelte, zog sich dieser nach Port Royal des Champs zurück, wo er 1662 anlässlich der Genesung seiner Tochter, einer Nonne des Klosters, von einer schweren Krankheit sein berühmtes Gemälde Ex voto de 1662 schuf. Es zeigt die Oberin Agnès Arnauld, Äbtissin des Nonnenklosters, sowie Schwester Cathérine (seine Tochter) beim Gebet. Heute ist es im Besitz des Louvre.
Er starb am 12. August 1674 in Paris.

## Bewertung
Champaigne verbindet klassizistisch aufgebaute Kompositionen mit flämischem Sinn für Realismus und Stofflichkeit, dabei steht aber die Strenge im Aufbau, die oft kühle Farbigkeit und die psychologisch präzise Wiedergabe von Porträts ganz im Dienst einer tiefen, auch ethisch aufgefassten Religiosität. Seine Leistungen werden bis heute vom breiteren Publikum unterschätzt.

## Werke (Auswahl)
- Porträt Kardinal Richelieu, um 1640, Öl auf Leinwand, 248 × 168 cm. Paris, Chancellerie des Universités de Paris, Inv. 77[1]
- Nonne vom Orden der hl. Birgitta auf dem Totenbett, Genf, Museum

## Schüler (Auswahl)
- Jacques Alix (um 1622–1672)
- Claude de Champaigne
- Henri de Champaigne (1609–nach 1656)
- Juste d’Egmont (1601–1674)
- Jean Morin (um 1590–1650)
- Jean Mosnier (1600–1656)
- Robert Nanteuil (um 1620–1678)